# 斉藤百合子
斉藤 百合子（さいとう ゆりこ　Saitō Yuriko） は、日本出身の哲学者。ロードアイランド・スクール・オブ・デザイン(RISD) 哲学教授。
彼女はEnvironmental Aesthetics、オンラインジャーナル Contemporary Aestheticsの編集者であり、British Journal of Aestheticsの編集コンサルタントであり、American Society forAestheticsの評議員。現在、家族と一緒にロードアイランド在住。
北海道出身。国際基督教大学（ICU）卒。
彼女はこれまでヒューストン大学、バブソンカレッジ、バルクカレッジ、モンタナ大学ミズーラ校、マサチューセッツ州ハンプシャーカレッジ、テキサス大学オースティン校、および米国、日本、フィンランドのさまざまな場所でプレゼンテーションを行ってきた。
斉藤は1981年にRISDに加わり、1989年から1992年まで特別研究部門の責任者を務めた。国際基督教大学で芸術の学士授与の後、ウィスコンシン大学マディソン校大学院に通い、哲学の博士号Ph.D.と日本文学の副専攻を取得した。
1999年にRISD Frazier Award for Excellence inTeachingを受賞。
彼女は日常の美学、環境美学、そして日本の美学の分野で多くの出版物を刊行し、多くの文を書き、レビューしてきた。
関連本出版物のひとつであるEverydayAestheticsは、2008年にOxford University Pressからリリースされ（2010年のペーパーバック版）、続いてAesthetics of the Familiar：Everyday Life andWorld-Making版がリリースされた（オックスフォード大学出版局、2017年）。